# Габарит
Габари́т (фр. gabarit) — предельное очертание предмета или просвета между частями сооружений.
Для подвижных машин или подвижных частей неподвижных машин определяет пространство, в котором они перемещаются. В это пространство не должны заходить никакие детали сооружений или механизмов, кроме тех, которые непосредственно взаимодействуют с ними. Понятие габарита более строго определено для движущихся машин, траектория движения которых чётко задана (например, для рельсового и другого направляемого транспорта). Для транспорта, траектория которого может варьироваться в некоторых пределах, например автомобильного, иногда используют понятие динамического коридора, учитывающее возможные отклонения при ведении транспортного средства.

## Железнодорожный транспорт
- Габарит подвижного состава, в пределах которого должен помещаться подвижной состав.
- Габарит приближения строений, внутрь которого не должны заходить никакие детали сооружений или механизмов, кроме тех, которые непосредственно взаимодействуют с подвижным составом.

## Негабаритные грузы
Перевозятся, как правило, под сопровождением ДПС, которые должны высвобождать трассу от других участников движения.

## Другое
- Габарит погрузки
- Габаритные огни
- Габаритные размеры
- Подмостовой габарит